# Antiochide (concubina)
Antiòchide (fl. II secolo a.C.) fu concubina del re Antioco IV Epifane, nel periodo del suo regno, dal 175 a.C. al 164 a.C.

## Biografia
Di lei null'altro si sa, se non che il re seléucida le donò le città di Tarso e Mallo (quest'ultima sul fiume Piramo vicino al Golfo di Isso) che insorsero per questa decisione:
(Secondo libro dei Maccabei, cap. 4, v.30)
Tale era l'usanza dei re dell'Asia. Assegnavano alle loro mogli delle città, ad esempio una per le scarpe, una per gli ornamenti del collo, un'altra per il velo, ecc. 
'Le città Greche non volevano essere soggette alle donne dei re', i cittadini delle due città cilice protestarono contro il trasferimento delle loro entrate a Antiòchide, concubina del re.
Questa notizia è molto importante per gli storici poiché permette di escludere la dedicazione della città di Antiochia sul Cidno a Antioco IV Epifane.